# Авариен изход
Аварийният изход в дадена сграда или съоружение е специален изход за извънредни ситуации, например пожар или земетресение.
Комбинираното използване на обикновени и специални изходи позволява по-бърза евакуация, като същевременно осигурява алтернатива, ако пътят към нормалния изход е блокиран.
Обикновено аварийният изход е стратегически разположен (например до стълбище, коридор или друго лесно достъпно място) с отваряща се навън врата и със знаци за изход, водещи до него. Пожарният изход е специален вид авариен изход, монтиран извън сградата.
Аварийни изходи имат както сгради, така и транспортни средства.